# Hilltown (Pennsylvania)
Hilltown  è una township degli Stati Uniti d'America, nella contea di Bucks nello Stato della Pennsylvania. Secondo il censimento del 2010 la popolazione è di 15.029 abitanti.

## Società

### Evoluzione demografica
La composizione etnica vede una maggioranza di quella bianca (95,94%), seguita dagli afroamericani (1,54%) dati del 2000.
| township di Hilltown Popolazione |        |
| 2000                             | 12.102 |
| 2010                             | 15.029 |